# Atzwanger von Ringelheim

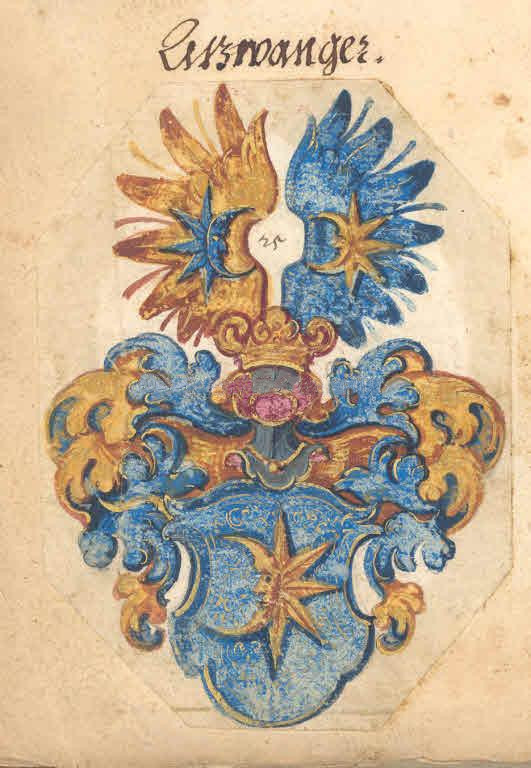
Wappen der Azwanger von Rigelshaimb (1633)

A(t)zwanger von Ri(n)g(e)lheim war der Name eines alten briefadeligen Geschlechts aus der Gefürsteten Grafschaft Tirol.

## Geschichte
Das Geschlecht stammt aus dem Gericht Stein am Ritten. Stammsitz war der Hof Unteratzwanger, bzw. der Gasthof Alte Post in Atzwang. 1335 erscheint dort erstmals urkundlich Conrad Atzwanger. Von seinen Nachkommen siegelte 1524 Ludwig Atzwanger. Dessen Sohn, der Zöllner und Postmeister in Kollmann Johann Atzwanger, errichtete Mitte des 16. Jahrhunderts den Ansitz Hochatzwang. 1629 war Adam Atzwanger Bürgermeister von Bozen und wurde am 26. April 1633 von Kaiser Ferdinand II. mit dem Prädikat „von Rigelshaimb“ in den Reichsadelsstand erhoben. Auf das Haus Rieglheim in der Bozner Raingasse erhielt er die Adelsfreiheit. Dieser Ansitz blieb bis in das 19. Jahrhundert der Wohnsitz der Atzwanger von Ringelheim. Der Zöllner an der Zollstange in Bozen Erasmus Atzwanger erlangte am 16. Juni 1659 vom Tiroler Landesfürsten Erzherzog Ferdinand Karl in Innsbruck den Adel und eine Wappenbesserung. Des Weiteren gewährte er ihm die Namensform „von Azwang“. Für letzteren erfolgte am 1. Juni 1666 eine erneute Wappenbesserung. Aus dem Geschlecht erscheint 1726 Joseph Anton Atzwanger als Pfleger von Kastelruth. 1763 kam es zu einem Gesuch des Gerichtsschreibers Franz Anton Azwanger, der um eine erneute Ausfertigung des Adelsdiploms von 1635 bat. In Rattenberg befindet sich der Grabstein der Bürgermeister Anton († 1800) und David Atzwanger († 13. August 1810).

## Besitzungen (Auswahl)
- Ansitz Unteratzwanger, bzw. Gasthof Alte Post in Atzwang
- Ansitz Hochatzwang in Atzwang
- Ansitz Oberatzwang bzw. Oberwirt in Atzwang
- Ansitz Rieglheim in der Raingasse in Bozen

Wappen von Burg Hocheppan und der Gemeinde Eppan, das spiegelverkehrt dem Wappen der Atzwanger von Ringelheim entspricht

## Wappen
Das Wappen zeigt in Blau rechts einen nach rechts schauenden gebildeten goldenen Halbmond, der mit dem Rücken an den Spalt geschoben ist, so dass er am Spalt an einen nach links strahlenden, gespaltenen achtstrahligen, goldenen Stern reicht. Auf dem gekrönten Kolbenturnierhelm mit blau-goldenen Helmdecken ein offener Flug, rechts golden und links blau, je mit dem einwärts gekehrten Schildbild, farbenverwechselt belegt.

## Genealogie (Auswahl)
1. Adam von Atzwanger (1590–1669), Bürgermeister von Bozen, ⚭ 1612 Eva Langerweiler
  1. Roman von Atzwanger (1623–1677), ⚭ 1.) 1648 Katharina von Menz, ⚭ 2.) 1658 Magdalena von Werth
    1. Agnes von Atzwanger, ⚭ 1659 Andreas von Zallinger zum Thurn

  2. Franz von Atzwanger (1614–1692), ⚭ 1641 Anna von Kempter zu Zellheim